# The Seventh Cross
 The Seventh Cross és una pel·lícula estatunidenca, basada en la novel·la homònima d'Anna Seghers, dirigida per Fred Zinnemann i estrenada el 1944.

## Argument[1]
En els anys previs a la Segona Guerra Mundial, set presoners aconsegueixen escapar d'un camp de concentració nazi. El comandant del camp ordena que es clavin set creus en set arbres per enterrar-los quan siguin capturats.

## Repartiment
- Spencer Tracy: George Heisler
- Signe Hasso: Toni
- Hume Cronyn: Paul Roeder
- Jessica Tandy: Liesel Roeder
- Agnes Moorehead: Sra. Marelli
- Herbert Rudley: Franz Marnet
- Felix Bressart: Poldi Schlamm
- Ray Collins: Ernst Wallau
- Alexander Granach: Zillich
- George Macready: Bruno Sauer
- Paul Guilfoyle: Fiedler
- Kaaren Verne: Leni
- George Zucco: Fahrenburg
- Eily Malyon: Fraulein Johanna Bachmann

## Premis i nominacions

### Nominacions
- 1945. Oscar al millor actor secundari per Hume Cronyn